# نانسی کالپ
نانسی کالپ (انگلیسی: Nancy Jane Kulp؛ ۲۸ اوت ۱۹۲۱ – ۳ فوریهٔ ۱۹۹۱) هنرپیشه اهل ایالات متحده آمریکا بود.

## گزیده فیلمشناسی
- شین (فیلم) (۱۹۵۳)
- سابرینا (۱۹۵۴)
- ستاره‌ای متولد شده‌است (فیلم ۱۹۵۴) (۱۹۵۴)
- سه چهره ایو (۱۹۵۷)
- تله والدین (فیلم ۱۹۶۱) (۱۹۶۱)
- فریب‌خورده (۱۹۶۴)
- گربه‌های اشرافی (۱۹۷۰)
- عاشقتم لوسی (مجموعه تلویزیونی) (۱۹۵۶)
- آلفرد هیچکاک تقدیم می‌کند (۱۹۵۶)
- ماوریک (مجموعه تلویزیونی) (۱۹۵۹)
- منطقه نیمه‌روشن (۱۹۶۲)